# Muzeum Ziemi Zaborskiej w Wielu
Muzeum Ziemi Zaborskiej w Wielu – muzeum z siedzibą we wsi Wiele (powiat kościerski). Placówka działa w ramach Domu Kultury im. H. Derdowskiego w Wielu.
Muzeum powstało w 1987 roku w oparciu o eksponaty zgromadzone przez Leonarda Brzezińskiego - miejscowego nauczyciela i regionalistę. Oprócz zainteresowania historią i kulturą Kaszub południowych zajmował się on również hafciarstwem, tworząc własny styl. Ponadto tworzył tabakierki.
W zbiorach muzeum – oprócz haftów – znajdują się liczne przedmioty codziennego użytku, narzędzia rolnicze i rybackie, a także sztuka ludowa (rzeźby, ceramika, instrumenty muzyczne).
Muzeum jest obiektem sezonowym, czynnym w miesiącach letnich od wtorku do soboty. W pozostałym okresie zwiedzanie jest możliwe po uprzednim uzgodnieniu. Wstęp jest płatny.